# Alternaria novae-zelandiae
Alternaria novae-zelandiae är en svampart som beskrevs av E.G. Simmons 2002. Alternaria novae-zelandiae ingår i släktet Alternaria och familjen Pleosporaceae.   Inga underarter finns listade i Catalogue of Life.